# Jule Hake
Jule Marie Hake (* 24. September 1999 in Datteln) ist eine deutsche Kanutin, die für den Kanu- und Skiclub Lünen e.V. in Lünen startet.

## Erfolge
In ihrer Karriere war sie unter anderem U-23-Weltmeisterin. Bei den 2021 ausgetragenen Olympischen Spielen 2020 in Tokio schied sie im Einer-Kajak über 500 Meter als Fünfte im Halbfinale aus. Außerdem gehörte sie neben Tina Dietze, Sabrina Hering-Pradler und Melanie Gebhardt zum Aufgebot im Vierer-Kajak über 500 Meter. Das Quartett belegte am 7. August 2021 im Finale den fünften Platz. Ein Jahr darauf wurde Hake in Dartmouth (Kanada) sowohl im Einer-Kajak über 5000 Meter als auch mit Paulina Paszek im Zweier-Kajak über 500 Meter Vizeweltmeisterin. Im Einer-Kajak über 500 Meter belegte sie außerdem den dritten Platz.
Bei den European Championships 2022 in München gewann sie zusammen mit Paulina Paszek die Bronzemedaille im Zweier-Kajak über 500 Meter.
Ferner gewann das Duo die Bronzemedaille auf der Sprintstrecke mit dem Zweier-Kajak über 200 Meter.
Am 8. Juli 2023 wurde Jule Hake in Duisburg auf der Sprintstrecke über 160 Meter Deutsche Meisterin im Einer-Kajak.
Bei den Weltmeisterschaften 2023 in Duisburg errang sie gemeinsam mit Paulina Paszek im Zweier-Kajak über 200 Meter in 36,877 s die Silbermedaille. Über 500 Meter errangen sie in 1:41,597 min die Bronzemedaille. Ferner wurde Jule Hake in einem Feld von über 30 Teilnehmerinnen über 5000 Meter Sechste.
Bei den Olympischen Spielen 2024 in Paris gewann Hake gemeinsam mit Paulina Paszek, Pauline Jagsch und Sarah Brüßler die Silbermedaille im Vierer-Kajak und mit Paulina Paszek die Bronzemedaille im Zweier-Kajak.
Seit August 2024, unmittelbar nach der für sie erfolgreichen Olympiade, widmet sie sich wieder ihrer alten Leidenschaft aus der Jugend und spielt mit der Frauenmannschaft des ETB SW Essen in der Bezirksliga Fußball.

## Ehrungen
Bei der Wahl zur Sportlerin des Jahres 2022 in NRW (Felix Champions 2022) erreichte Jule Hake den dritten Platz.
Bundespräsident Frank-Walter Steinmeier ehrte sie am 4. November 2024 für den Medaillengewinn bei den Olympischen Spielen 2024 in Paris durch ihre Auszeichnung mit dem Silbernen Lorbeerblatt.